# 格倫阿比高爾夫球場

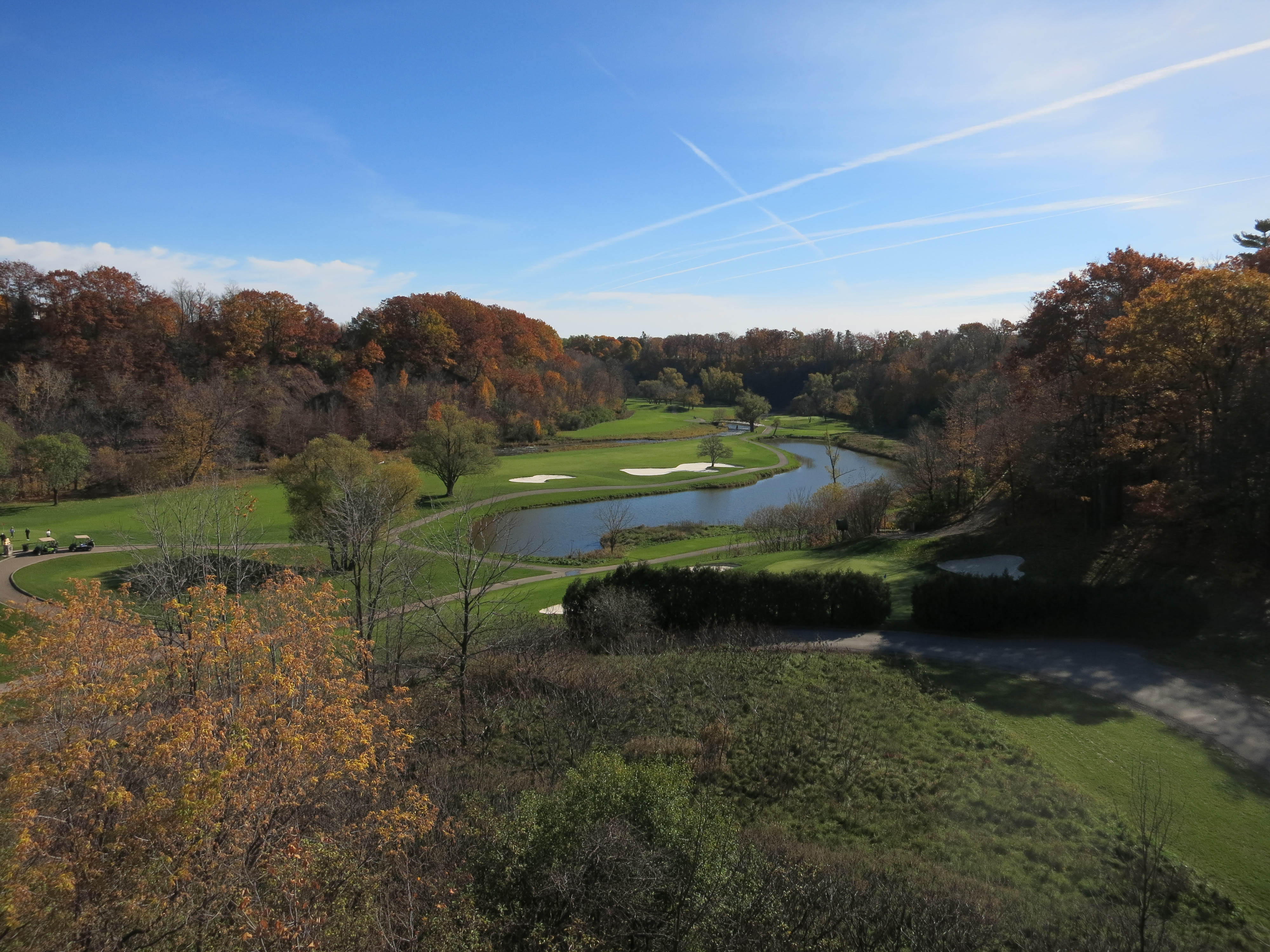

格倫阿比高爾夫球場（英語：Glen Abbey Golf Club），是加拿大的一座私人高爾夫球場，位於安大略省奧克維爾。這座球場是加拿大最著名的高爾夫球場之一，也是加拿大高爾夫協會和加拿大高爾夫名人堂的所在地。

## 外部連結
- 官方网站